# Аниматрицата
„Аниматрицата“ (на английски: The Animatrix) е колекция от 9 кратки анимационни късометражни филма, поставени във вселената на „Матрицата“.
Разработването на проекта започва, когато братя Уашовски представят първия филм от трилогията в Япония. Двамата посещават няколко създатели на аниме и решават да работят заедно с тях.

## „Аниматрицата“ в България
В България „Аниматрицата“ е издадена на DVD на 25 юни 2003 г. и е с български субтитри.
На 11 август 2007 г. започва излъчване по Нова телевизия, всяка събота и неделя от 08:30 и приключва на 19 август. Ролите се озвучават от артистите Ани Василева, Биляна Петринска, Даниела Йорданова, Васил Бинев, Тодор Николов и Борис Чернев.

## Епизоди
| Номер | Заглавие                   | Първо излъчване в България |
| ----- | -------------------------- | -------------------------- |
| 1     | Втори ренесанс, първа част | 11 август 2007 г.          |
| 2     | Втори ренесанс, втора част | 11 август 2007 г.          |
| 3     | Програма                   | 12 август 2007 г.          |
| 4     | Световен рекорд            | 12 август 2007 г.          |
| 5     | Историята на хлапето       | 12 август 2007 г.          |
| 6     | Отвъд                      | 18 август 2007 г.          |
| 7     | Детективска история        | 18 август 2007 г.          |
| 8     | Матрикулация               | 19 август 2007 г.          |
| 9     | Последният полет на Озирис | 19 август 2007 г.          |